# Selibar
Selibar is een bestuurslaag in het regentschap Pagar Alam van de provincie Zuid-Sumatra, Indonesië. Selibar telt 2896 inwoners (volkstelling 2010).